# 151e brigade d'infanterie (France)
Pour les articles homonymes, voir 151e brigade.
Cet article court présente un sujet plus développé dans : 71e, 66e, 47e et 129e division d'infanterie (France).
La 151e brigade d'infanterie est une unité militaire française de la Première Guerre mondiale. Créée en septembre 1914, elle est rattachée successivement aux 71e, 66e, 47e et 129e divisions d'infanterie, jusqu'à sa dissolution en août 1915.

## Rattachement
- Formation le 19 septembre 1915[1]
- 71e division d'infanterie de septembre 1914 à janvier 1915[2]
  - mise à la disposition de la 73e division d'infanterie en décembre 1914[1]
- 66e division d'infanterie de janvier à avril 1915[3]
- 47e division d'infanterie d'avril à juin 1915[4]
- 129e division d'infanterie de juin à août 1915[5]
- Dissoute en août 1915

## Composition
La brigade était constituée des 297e, 357e et 359e régiments d'infanterie. En juin 1915, le 357e RI est dissous et ses bataillons répartis dans les deux autres régiments.
À la dissolution de la brigade en août 1915, le 297e RI passe à la 258e brigade et le 359e RI à la 257e brigade.